# Silene inaperta
Silene inaperta är en nejlikväxtart. Silene inaperta ingår i släktet glimmar, och familjen nejlikväxter.

## Underarter
Arten delas in i följande underarter:
- S. i. inaperta
- S. i. serpentinicola